# Sibari (mitologia)
Sibari o Lamia del Monte Cifri, in Grecia, era una leggendaria bestia gigante che abitava nelle caverne, divorando sia il bestiame che gli umani. Fu scagliato da una roccia strapiombante e ucciso dall'eroe Euribaro.
Sebbene nella fonte primaria sia fornita una descrizione fisica precisa, è stato ipotizzato dai commentatori moderni che dovesse essere un drago o un vampiro.

## Mito
Secondo il mito, registrato da Antonino Liberale, Sibari o Lamia era una bestia gigante (in greco antico: θηρίον μέγα και υπερφυές?) che abitava sul monte Cirfi e terrorizzava le campagne di Krisa, antico nome di Delfi, divorando bestiame e persone.
La gente della regione chiese all'Oracolo di Delfi come porre fine alle depredazioni. Il dio Apollo rispose che un giovane doveva essere offerto alla bestia per ottenere la pace da essa. Il giovane e affascinante Alcioneo, figlio di Diomo e Meganeira, fu scelto per essere la vittima, ma l'eroe Euribaro, figlio di Eufemo e discendente del dio fluviale Axios, fu sopraffatto dall'amore per Alcioneo e decise di salvarlo prendendo il suo posto di vittima. Una volta lì lottò e scagliò il drago dal fianco della montagna, colpendolo contro le rocce dove sgorgava una fontana.
Questa sorgente fu poi chiamata "Sibari" dagli abitanti del luogo, ed era l'omonima città di Sibari (nell'attuale Italia).

## Interpretazioni
Sebbene il testo principale si riferisca solo a Sibari come a una bestia gigante, e non fornisca dettagli sulla sua descrizione fisica per quanto riguarda le caratteristiche serpentine, i commentatori moderni hanno fornito prove circostanziali che suggeriscono che fosse una dragonessa, a causa del parallelismo/delle storie del drago maschio, come il Pitone che spogliò anche la regione di Delfi.
Antonino Liberale diede "Lamia" come nome alternativo per la creatura, forse confondendo Sibari con la più nota Lamia.